# Юдино (Воронежская область)
Юдино — село в Подгоренском районе Воронежской области. Административный центр Юдинского сельского поселения.

## География

### Улицы
- ул. В. Стрыгина,
- ул. Грушевка,
- ул. Мира,
- ул. Нижняя,
- ул. Парковая,
- ул. Победы,
- ул. Северная,
- ул. Солнечная,
- ул. Центральная.

## Население
| 1859 | 1897  | 2010 |
| ---- | ----- | ---- |
| 1169 | ↗1531 | ↘488 |

Местные жители являются потомками украинских переселенцев и до сих пор сохраняют украинский говор, подвергшийся влиянию русского языка.

## История
Хутор Юдин основан войсковыми казаками в 1740 году.
В 1872 году тут была построена церковь Kaзанской иконы Божией Mатери — с этого времени юдинское поселение получило статус слободы.
В 1897 году на средства юдинского общества за 775 рублей была построена школа: учитель Никифоров, попечитель — Яков Фомич Колесников, детей школьного возраста — 51.
В Отечественную войну 1812 года 8 человек по набору служили в 3-м и 4-м Воронежских егерских полках. В храме Христа Спасителя в Москве эти полки за храбрость и доблесть отмечены на мраморных плитах более десяти раз.
В слободе с давнего времени ежегодно 8 июля проводится красная ярмарка.
На 1900 год в слободе Юдино было число дворов — 234, жителей мужского пола — 778 человек, женского пола — 750 человек.
В 1914 году староста Колесников Кузьма Пантелеймонович вместе со священником Быковским Т. М. собирали вещи, продукты и деньги для отправки в русскую действующую армию.